# Protocobitis polylepis
Protocobitis polylepis es una especie de pez de la familia Cobitidae en el orden de los Cypriniformes.

## Morfología
• Los machos pueden llegar alcanzar los 2,6 cm de longitud total y las hembras 3,3.

## Hábitat
Vive en zonas de clima tropical.

## Distribución geográfica
Se encuentra en Guangxi (China ).